# Xipiu encaputxat
El xipiu encaputxat (Microspingus melanoleucus) és un ocell de la família dels tràupids (Thraupidae).

## Hàbitat i distribució
Habita zones amb petits arbusts i herba a les terres baixes i vessants dels Andes del centre i sud-est de Bolívia, sud del Brasil, Paraguai, oest d'Uruguai i nord de l'Argentina.